# 柯汶利
柯汶利 （英語：Sam Quah）, （1985年8月2日—），是馬來西亞華人導演。

## 生平
1985年出生于马来西亚槟城，祖籍福建。2011年毕业于世新大学口语传播系和广告系双学位，后毕业于国立台北艺术大学電影所導演組。2014年导演短片《自由人》获得2014年金钟奖迷你剧集（电视电影）导演奖。2019年和2020年分别和陈思诚合作，导演《误杀》和 《唐人街探案》。

## 作品

### 短篇電影
- 《火腿蛋三明治》（SANDWICH），2013年
- 《自由人》（The Free Man），2014年

### 長篇電影
- 《誤殺》（Sheep Without a Shepherd），2019年
- 《默殺：無聲之地》（A Place Called Silence），2024年（《默殺》台灣演員版於2017年拍攝完成，原定2023年上映後延期，2024年9月宣布更名為《默殺：無聲之地》，並定檔於同年10月18日上映[3]）
- 《默殺》（A Place Called Silence），2024年（此為導演新拍攝之相同故事架構的中國演員版本，由王傳君、張鈞甯、王聖迪等人主演[4]）
- 《大神探》，待上映

### 劇集
- 《唐人街探案》（Detective Chinatown），2020年
- 《女心理師》（Psychologist），2021年
- 《賀頓的小可樂》（He Dun's Happiness），2022年

### MV
- 梁詠琪《B面第一首》（國語版），2016年

## 獎項紀錄
| 年份   | 頒獎典禮                                 | 獎項                     | 作品               | 結果 |
| ------ | ---------------------------------------- | ------------------------ | ------------------ | ---- |
| 2013年 | TAVIS.tw「城市的異想世界」微電影徵件大賽 | 金獎                     | 《火腿蛋三明治》   | 獲獎 |
| 2014年 | 第16屆台北電影獎                         | 最佳短片獎               | 《自由人》         | 提名 |
| 2014年 | 美國尤金國際電影節                       | 最佳外語短片獎           | 《自由人》         | 獲獎 |
| 2014年 | 第49屆金鐘獎                             | 迷你劇集／電視電影導演獎 | 《自由人》         | 獲獎 |
| 2014年 | 第49屆金鐘獎                             | 迷你劇集／電視電影獎     | 《自由人》         | 獲獎 |
| 2014年 | 第51屆金馬獎                             | 最佳創作短片             | 《自由人》         | 提名 |
| 2014年 | 2014亞洲電視獎                           | 最佳電視電影             | 《自由人》         | 提名 |
| 2015年 | 加拿大班芙影視節                         | 劇情類電視電影節目       | 《自由人》         | 提名 |
| 2015年 | 美國紐約電視展                           | 最佳學生作品             | 《自由人》         | 提名 |
| 2015年 | 加州獨立電影節                           | 優秀短片獎               | 《自由人》         | 獲獎 |
| 2015年 | 香港獨立短片競賽                         | 最佳短片                 | 《自由人》         | 提名 |
| 2015年 | 波蘭克拉考國際影展                       | 劇情片最佳導演銀龍獎     | 《自由人》         | 獲獎 |
| 2016年 | 第88屆奧斯卡金像獎                       | 實景短片獎               | 《自由人》         | 提名 |
| 2020年 | 第12届澳門國際電影節金蓮花獎             | 最佳導演獎               | 《誤殺》           | 提名 |
| 2020年 | 第11屆青年電影手冊獎                     | 中國年度最佳商業片       | 《誤殺》           | 獲獎 |
| 2022年 | 第27届釜山国际电影节新浪潮奖             | 最佳影片                 | 《默殺：無聲之地》 | 提名 |
| 2023年 | 第25屆台北電影獎國際新導演競賽           | 最佳影片                 | 《默殺：無聲之地》 | 提名 |
| 2023年 | 第25屆台北電影獎國際新導演競賽           | 觀眾票選獎               | 《默殺：無聲之地》 | 獲獎 |
| 2024年 | 第1屆柬埔寨亞洲電影節金隆都獎            | 最佳導演獎               | 《默殺》           | 獲獎 |
| 2024年 | 2024東京電影節「中國電影週」金鶴獎       | 新銳導演獎               | 《默殺》           | 獲獎 |
| 2024年 | 第12屆紐西蘭亞太影展                     | 最佳導演獎               | 《默殺》           | 獲獎 |